# Scott Maxwell
Scott Maxwell (ur. 20 stycznia 1964 roku w Toronto) – kanadyjski kierowca wyścigowy.

## Kariera
Maxwell rozpoczął karierę w wyścigach samochodowych w 1983 roku od startów w wyścigu The Nationals 83 – CASC Formula Vee, który ukończył na szóstej pozycji. W późniejszych latach Kanadyjczyk pojawiał się także w stawce CASC Rothmans Porsche Challenge Series, Kanadyjskiej Formuły Ford 2000, Festiwalu Formuły Ford, Indy Lights, World Cup Formula 3000 – Moosehead GP, All-Japan GT Championship, United States Road Racing Championship, Motorola Cup, Sports Racing World Cup, American Le Mans Series, Grand American Rolex Series, 24-godzinnego wyścigu Le Mans, Grand-Am Cup, Grand-Am Koni Challenge, FIA GT3 European Championship oraz Continental Tire Sports Car Challenge.

## Wyniki w 24h Le Mans
| Rok  | Zespół                           | Partnerzy                          | Samochód              | Klasa  | Okr. | Poz. | Klasa Pos. |
| ---- | -------------------------------- | ---------------------------------- | --------------------- | ------ | ---- | ---- | ---------- |
| 2000 | Multimatic Motorsports           | John Graham Greg Wilkins           | Lola B2K/40-Nissan    | LMP675 | 274  | 25   | 1          |
| 2001 | Team Ascari                      | Klaas Zwart Xavier Pompidou        | Ascari A410-Judd      | LMP900 | 66   | NU   | NU         |
| 2003 | JML Team Panoz                   | Benjamin Leuenberger David Saelens | Panoz LMP01 Evo-Élan  | LMP900 | 233  | NU   | NU         |
| 2005 | Panoz Motor Sports               | Bill Auberlen Robin Liddell        | Panoz Esperante GT-LM | GT2    | 27   | NU   | NU         |
| 2006 | Multimatic Motorsport Team Panoz | Gunnar Jeannette Tommy Milner      | Panoz Esperante GT-LM | GT2    | 34   | NU   | NU         |